# Volkssterrenwacht Tweelingen

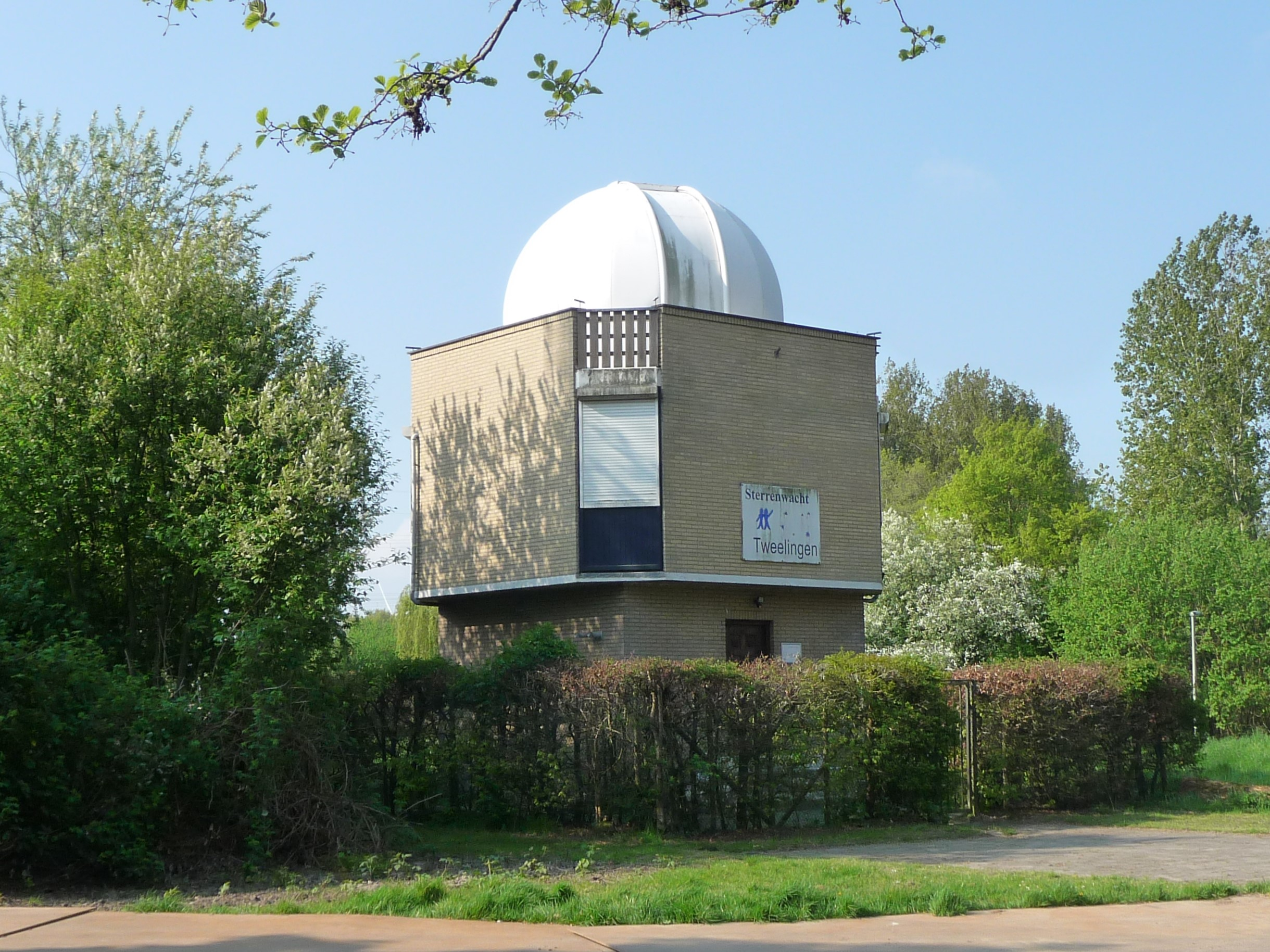
Sterrenwacht Tweelingen Spijkenisse

Volkssterrenwacht Tweelingen is gelegen in de wijk Waterland, in de Nederlandse plaats Spijkenisse. Op 25 februari 1976 is de Vereniging Amateur-Astronomen Spijkenisse (V.A.A.S.) opgericht met als doel: de bouw van een eigen sterrenwacht, waardoor leden én publiek voorgelicht konden worden over de sterrenkunde. Vervolgens heeft men op 21 april 1978 de eerste paal geslagen en is begonnen met de bouw van de sterrenwacht, die op 25 juni 1980 officieel werd geopend.

## Ligging
De Volkssterrenwacht Tweelingen, in de wijk Waterland te Spijkenisse, is gelegen langs de voormalige busbaan naar Hekelingen. De sterrenwacht heeft te kampen met flink wat lichtvervuiling, mede door de ligging in Spijkenisse en de omringende industrie. Echter, er kan middels de grote telescoop die de sterrenwacht bezit toch een goede blik worden geworpen op de sterrenhemel.

## Organisatie en doelstelling
De Volkssterrenwacht Tweelingen wordt beheerd en onderhouden door de V.A.A.S. en draait volledig op de inzet van vrijwilligers. Doel van de vereniging is het populariseren van de sterrenkunde in de breedste zin van het woord.

## Publieksactiviteiten
De sterrenwacht is iedere vrijdagavond geopend vanaf 20:00 uur voor zowel leden als publiek, met uitzondering van de maanden juni, juli en augustus. Bezoekers krijgen dan informatie over de sterrenwacht, en bij helder weer kan men kijken door de telescoop. Ook is de sterrenwacht geopend tijdens landelijk georganiseerde evenementen, zoals de Landelijke Sterrenkijkdagen in het voorjaar en de Nacht van de Nacht in het najaar.
Verder heeft de sterrenwacht een jeugdgroep die tweewekelijks samenkomt om te praten over sterren, planeten en andere aspecten van het heelal.
Ook wordt er tweemaal per jaar een cursus gegeven over de meest uiteenlopende onderwerpen, zoals hemelmechanica, het waarnemen door een telescoop, het zonnestelsel en het herkennen van sterren en sterrenbeelden.

## Instrumentarium
In de koepel van de sterrenwacht staat sinds 2015 een 14" Meade ACF (Advanced Coma-Free-telescoop). Deze telescoop staat op een stevige montering die door een laptop kan worden bestuurd. De telescoop wordt zowel gebruikt voor het doen van waarnemingen, als voor astrofotografie.
Van 1980 tot en met 2003 stond er in de koepel een 32 cm f/14 Kutter-telescoop die in zijn tijd een van de grootste telescopen van dat type in Europa was. Deze telescoop was echter niet het meest gebruikersvriendelijk, waardoor deze in 2013 is vervangen.